# Mary Gauthier

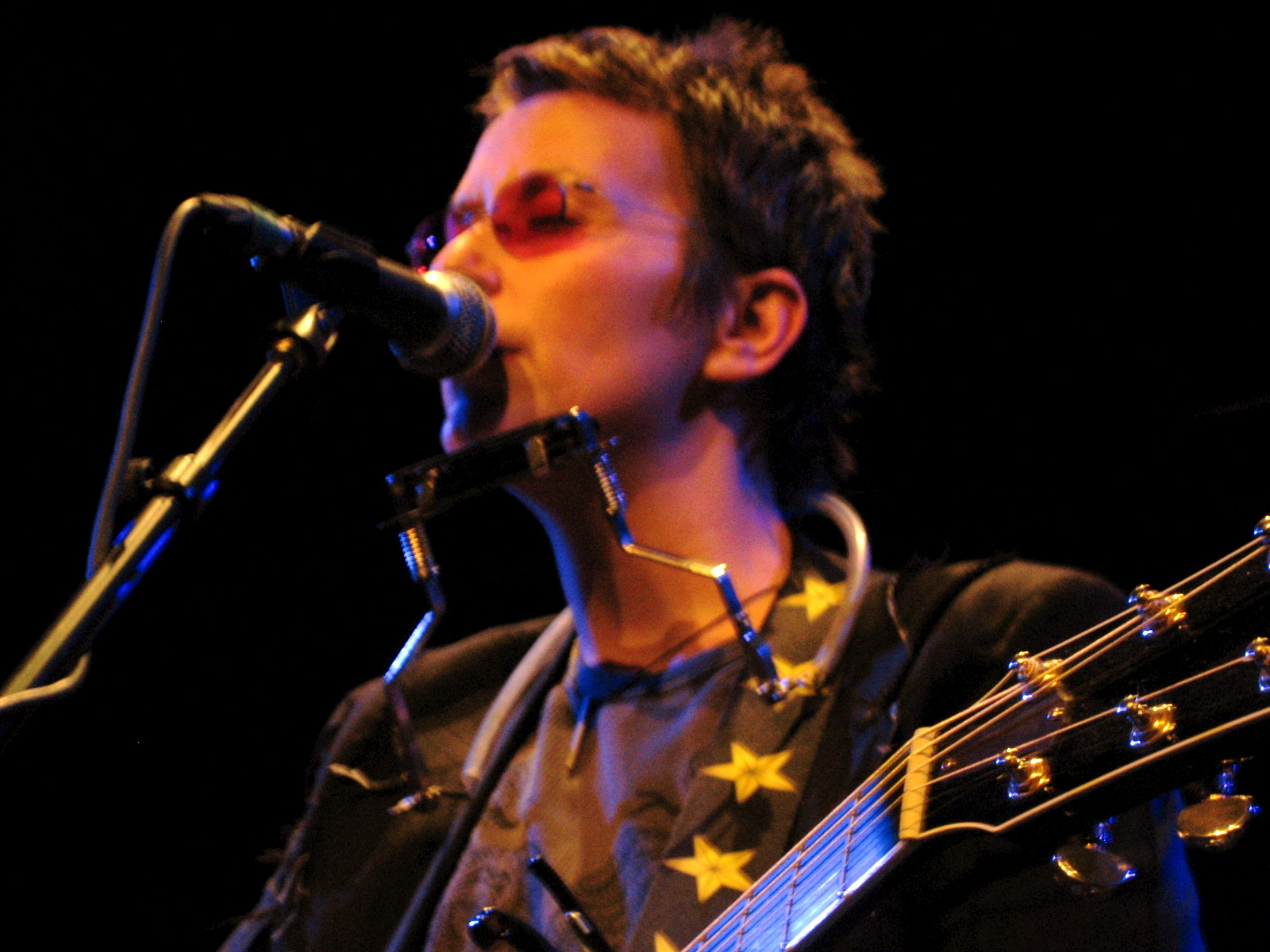
Mary Gauthier (2006)

Mary Gauthier (ˈɡoʊʃeɪ, ausgesprochen: Gou-schey; * 11. März 1962 in New Orleans, Louisiana) ist eine US-amerikanische Country- und Folk-Songwriterin.

## Biografie
Von ihrer Mutter, die sie nie kannte, nach der Geburt zur Adoption freigegeben, wuchs Mary Gauthier bei Adoptiveltern in Thibodaux (Louisiana) auf.
Ihre musikalische Karriere begann sie im Alter von 34 Jahren. Die frühen Jugendjahre verbrachte sie hauptsächlich als Ausreißerin „on the road“. Bereits mit 15 brach sie die High School ab und brannte mit dem Wagen ihrer Eltern durch. Grund war späteren Aussagen zufolge die Suche nach Menschen, denen sie sich zugehörig fühlen konnte. Versuche ihrer Eltern sie zurückzuholen, fruchteten nichts: Gauthier stahl bei der nächsten Gelegenheit erneut einen Wagen und brannte wieder durch. Die spätere Songwriterin lebte die folgenden Jahre vorwiegend bei Freunden, in billigen Absteigen oder auf der Straße. Hinzu kamen Probleme mit Drogen und dem Alkohol: Ihren sechzehnten Geburtstag verbrachte sie in einer Entziehungsklinik, ihren achtzehnten in einer Gefängniszelle.
Der Abstand zu dieser letzten Endes selbstzerstörerischen Lebensweise gelang der Künstlerin Schritt für Schritt. Zunächst begann sie ein Philosophiestudium an der Louisiana State University. Später wechselte sie allerdings an die Cambridge School of Culinary Arts, um dort kochen zu lernen. An ihren neuen Wohnort Boston eröffnete sie anschließend das Restaurant „Dixie Kitchen“, welches sehr erfolgreich lief und mit mehreren Preisen ausgezeichnet wurde. Als schwieriger erwies sich die Trennung vom Alkohol: In Interviews gab die Sängerin zu, dass sie zwischen ihrem 12. und ihrem 28. Lebensjahr ein schlimmes Alkoholproblem gehabt hat, seit 1990 jedoch trocken ist.
Reflexionen ihrer selbst gemachten Erfahrungen und Beobachtungen führten in den folgenden Jahren zu einer immer stärkeren Beschäftigung mit dem Schreiben von Songs. 1997 schließlich wagte Mary Gauthier den Wechsel zu einer professionellen Musiker-Karriere. Sie verkaufte ihr Restaurant „Dixie Kitchen“ und nahm ihre erste CD auf, welche den Titel ihres ehemaligen Restaurants trug. Musikalisch demonstrierte der Erstling eine starke Verbundenheit zur Country-Musik des amerikanischen Südens. Die US-Ausgabe der Musikzeitschrift Rolling Stone zeigte sich begeistert, vergab für Gauthiers Debüt die höchste Wertung, bezeichnete ihre Musik als „Country noir“ und verglich sie enthusiastisch mit Country-Songwritern wie Townes Van Zandt, Steve Earle und Lucinda Williams.
Der Country-Einfluss wich auf den beiden folgenden CDs „Drag Queens in Limousines“ (1999) sowie „Filth and Fire“ (2002) Folk- und Liedermacher-Einflüssen. Die zweite CD brachte zwar nicht den großen Durchbruch; dafür wurde Gauthier jedoch gern gesehener Gast auf diversen Folk-Festivals in den USA. Bei Live-Konzerten präferiert die Sängerin den typischen Auftritt als Folksinger mit Gitarre und Mundharmonika. Bei CD-Einspielungen indes kommen zusätzlich country-typische Instrumente zum Zug wie zum Beispiel Violine und Mandoline. Weniger Country-typisch ist der ruhig-warme Einsatz einer Hammond-Orgel, welcher vor allem den Sound ihrer Debüt-CD „Filth & Fire“ stark prägt.
Die CD „The Foundling“ ist ein autobiographischer Liederzyklus.
Mary Gauthier lebt mittlerweile in Nashville, Tennessee. Was ihre Popularität angeht, gibt sie an, in Europa mehr Platten zu verkaufen als in den Vereinigten Staaten. Vor allem in Holland, wo sie bereits Auftritte auf dem Blue Highways Festival in Utrecht absolvierte, hat die Songwriterin aus dem amerikanischen Süden einen festen Abnehmerstamm für ihre CDs.

## Texte, Stil und Kritiken
Obwohl ihre rauchige Stimme zu einem ihrer Markenzeichen geworden ist, sind Songs und Musik von Mary Gauthier in erster Linie von ihren Texten geprägt. Diese beschäftigen sich vorzugsweise mit den Außenseitern, die sie in ihrer Jugend kennenlernte sowie mit aktuellen gesellschaftlichen Problemthemen. Einen ihrer ersten Songs widmete sie einer Stripteasetänzerin in New Orleans, in die sie sich verliebte. Homosexuelle Themen sowie die Problematik, als bekennende Lesbe in einem heterosexuell orientierten, nach wie vor stark männlich geprägten Musikbusiness zu bestehen, prägen auch ihre Songs. Ihr Erstling „Dixie Kitchen“ enthält mit „Goddam HIV“ und „Skeleton Town“ zwei Stücke, in denen sie das Schicksal zweier AIDS-Kranker beschreibt. In dem Song „Karla Faye“ setzt sich die Songwriterin kritisch mit der Todesstrafe auseinander. Sie selbst sieht sich eher als klassische Songwriterin denn als typische Folk- oder Country-Sängerin: „Ich benutze meine Songs so wie Schriftsteller ihre Romane oder Kurzgeschichten benutzen: um Geschichten zu erzählen und zu versuchen, etwas Besonderes zu machen.“
Zu persönlichen und gesellschaftlichen Themen artikuliert sich die Sängerin auch außerhalb ihrer Songtexte. Missfallen bekundete sie etwa angesichts schäbiger Unterkünfte sowie schmutziger Backstage-Räume – Bedingungen, die insbesondere für unbekanntere Live-Acts oft zum Alltag dazugehören. In einem 2002 publizierten Interview des Online-Magazins lespress.de äußerte sie sich kritisch zur Situation von Schwulen und Lesben unter der Bush-Regierung: „Wenn sich niemand verstecken würde, wäre es natürlich für alle leichter. Aber in Amerika ist der Druck sehr groß - Leute verlieren ihren Job, ihre Wohnung, ihre Kinder werden weggenommen. Wir haben einfach noch keine Rechte. Und unter dieser Regierung werden wir auch keine bekommen. So verstecken sich eben viele. Auch in Nashville gibt es homosexuelle Countrysänger, aber niemand würde sich dazu bekennen.“
Auch in der Musikpresse blieb das Songwriting von Mary Gauthier nicht unkommentiert. Der Folker etwa stellte die Musikerin in seiner Online-Ausgabe 1/2003 mit der Unterzeile „Lieder über Tunten in Limousinen, Nonnen in Jeans und philosophierende Trinker“ vor. „Nashville Scene“ konstatierte der Sängerin außergewöhnliche street credibility: „Ihre Songs und ihr Leben sind aus einem Guss - wie bei Billy Joe Shaver oder Steve Earle“. Das Online-Magazin Westzeit schließlich resümierte: „Für alle, die gutes Songwriting mit sozialer Komponente lieben, ist Mary Gauthier die Stimme, auf die sie in Zukunft achten sollten.“

## Diskografie
- Dixie Kitchen (1997; Deutschland: 2002; Munich Records/Indigo)
- Drag Queens in Limousines (1999; Deutschland: 2001; Munich Records/Indigo)
- Filth and Fire (2002; Munich Records/Indigo)
- Mercy Now (2005; Sammel-Lab/Universal)
- Between Daylight and Dark (2007)
- Genesis (The Early Years) (2008)
- The Foundling (2010)
- The Foundling Alone (2011) (Acoustic Demos of songs from The Foundling)
- Live at Blue Rock (2013)
- Trouble & Love (2014)
- Rifles & Rosary Beads (2018)

## Auszeichnungen
- 1998: Nominierung für den Boston Music Award in der Sparte Best New Contemporary Folk Act